# Райс, Исаак
Исаак (Айзек) Леопольд Райс (англ. Isaac Leopold Rice; 22 февраля 1850, Вахенхайм, Бад-Дюркхайм — 2 ноября 1915, Нью-Йорк, Нью-Йорк) — американский предприниматель, инвестор, музыковед, писатель и шахматный меценат (автор шахматного дебюта — гамбит Райса) еврейского происхождения.

## Биография
Родился 22 февраля 1850 года в городе Вахенхайм-ан-дер-Вайнштрасе в еврейской семье.
В 1856 году вместе с матерью эмигрировал в США. Учился в Центральной школе в Филадельфии и в девятнадцать лет был отправлен в Париж, где в течение трех лет изучал музыку. Во Франции писал статьи и рассказы, отсылая их в филадельфийские газеты. В 1868 году он переехал в Англию, где стал преподавателем музыки и языков. Вернувшись в Америку, жил в Филадельфии, позже переехал в Нью-Йорк; здесь практиковал в музыке, после чего учился на адвоката в юридическом колледже Колумбийского университета. По его окончании, с 1880 года, Райс занимался юридической практикой в течение последующих десяти лет.
Около 1866–1869 гг. учился музыке, литературе и писательскому мастерству в Париже, параллельно работал корреспондентом Philadelphia Evening Bulletin
В своей юридической практике он занимался транспортным бизнесом, преимущественно в области динамично развивающихся железных дорог. Считался одним из самых способных специалистов в области законодательства по железным дорогам Соединенных Штатов, работал преимущественно с компанией Reading Company в штате Пенсильвания.
Затем Исаак Райс был приглашен в издательскую компанию, которая решила заниматься печатью музыкальной литературы. В 1885 году он основал журнал The Forum, который просуществовал до 1950 года. В 1892 году Райс спас от банкротства Electro-Dynamic Company и стал её совладельцем вместе с американским изобретателем William Woodnut Griscom. В 1897 году он стал первым президентом компании Electric Storage Battery (ныне Exide). Он стал также организатором и совладельцем ряда других американских компаний — Electric Vehicle Company, Car Lighting and Power Company, American Casein Company, Consolidated Rubber Tire Company и другие.
Будучи президентом Electric Storage Battery, Райс узнал о попытках (несмотря на финансовые трудности) установки на первых подводных лодках ВМС США электрических двигателей для подводного хода (для надводного движения использовался двигатель внутреннего сгорания). Когда в 1897 году было спущена на воду субмарина Holland, компания Holland Torpedo Boat Company американского инженера и изобретателя Джона Голланда и конструктора морских судов Льюиса Никсона (англ. Lewis Nixon) начала испытывать проблемы с финансированием, и Исаак Райс приобрёл её, переименовав в Electric Boat Company. После длительных переговоров и испытаний ВМС США приобрели эту подлодку, которая положила начало американскому подводному флоту (класса «Плунжер»). В этом же году Райс добавил в свой семейный бизнес компанию Electric Launch Company (ныне Elco).
Во время Первой мировой войны компаниями Исаака Райса было построено 85 подводных лодок, 722 охотника за подводными лодками и 580 военных катеров для британского Королевского флота. Впоследствии Electric Boat Company была преобразована в известную сегодня корпорацию General Dynamics.
В 1902 году он получил от Бэйтс-колледжа почетную степень доктора права. Изданные им книги — «What Is Music?» (Нью-Йорк, 1875), позже дополненная «How the Geometrical Lines Have Their Counterparts in Music». Создал много статей для журналов The Century Magazine, The Forum и North American Review
Умер 2 ноября 1915 года в Нью-Йорке в отеле Ansonia. Был похоронен на семейном участке кладбища Woodlawn Cemetery города Окала штат Флорида.

### Семья

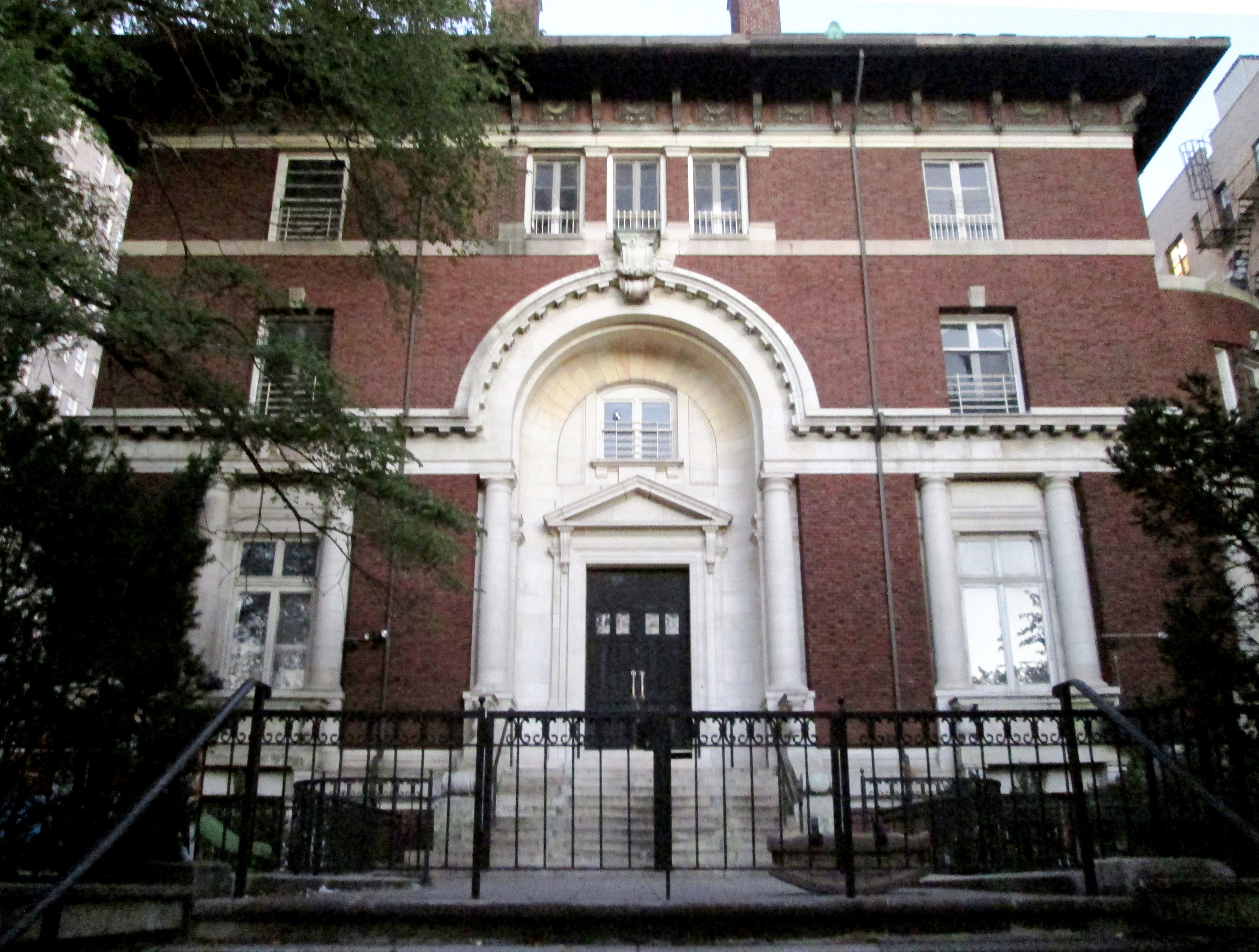
Дом Исаака и Джулии Райс в Манхэттене, включён в Национальный реестр исторических мест США

Исаак Райс был женат с 1885 года на Джулии Хайнеман Барнетт (Julia Hyneman Barnett) (1860—1929). У них было шестеро детей детей: Исаак Леопольд Райс Мл. (Isaac Leopold Rice Jr.), Джулиан Райс (Julian Rice), Мюриель Райс «Полли» (Muriel Rice «Polly»), Дороти Райс «Долли» (Dorothy Rice «Dolly»), Мэрион Райс «Молли» (Marion Rice Hart «Molly») и Марджори Райс «Лолли» (Marjorie Rice «Lolly»). Джулия, Мюриэль и Дороти были похоронены на семейном участке рядом с отцом.